# Brasilotitan nemophagus
Brasilotitan nemophagus ("titán del Brasil comedor de plantas ") es la única especie conocida del género extinto Brasilotitan de dinosaurio saurópodo titanosauriano que vivió a principios del período Cretácico, hace aproximadamente entre 94 y 84 millones de años, durante el Turoniense y el Santoniense, en lo que es hoy Sudamérica. El holotipo, MPM 125R, consiste en un hueso dentario, vértebras cervicales y sacrales, un hueso ungual y restos de la región pélvica, que fueron recolectados en la Formación Adamantina, cerca de la ciudad de Presidente Prudente en el estado de São Paulo, Brasil. Contiene una mandíbula con la forma de la letra 'L', y con la región de la sínfisis del dentario levemente retorcida medialmente, un rasgo nunca antes visto en ningún titanosaurio. Aunque la posición filogenética de Brasilotitan es difícil de establecer, la nueva especie no es ni un miembro basal ni un miembro derivado de Titanosauria y, basándose en la morfología de la mandíbula, parece estar cercanamente relacionado con Antarctosaurus y Bonitasaura. Este descubrimiento enriquece la diversidad de titanosaurios de Brasil y provee nueva información anatómica sobre la morfología de la mandíbula de estos dinosaurios herbívoros.